# دریاچه درون‌ریز

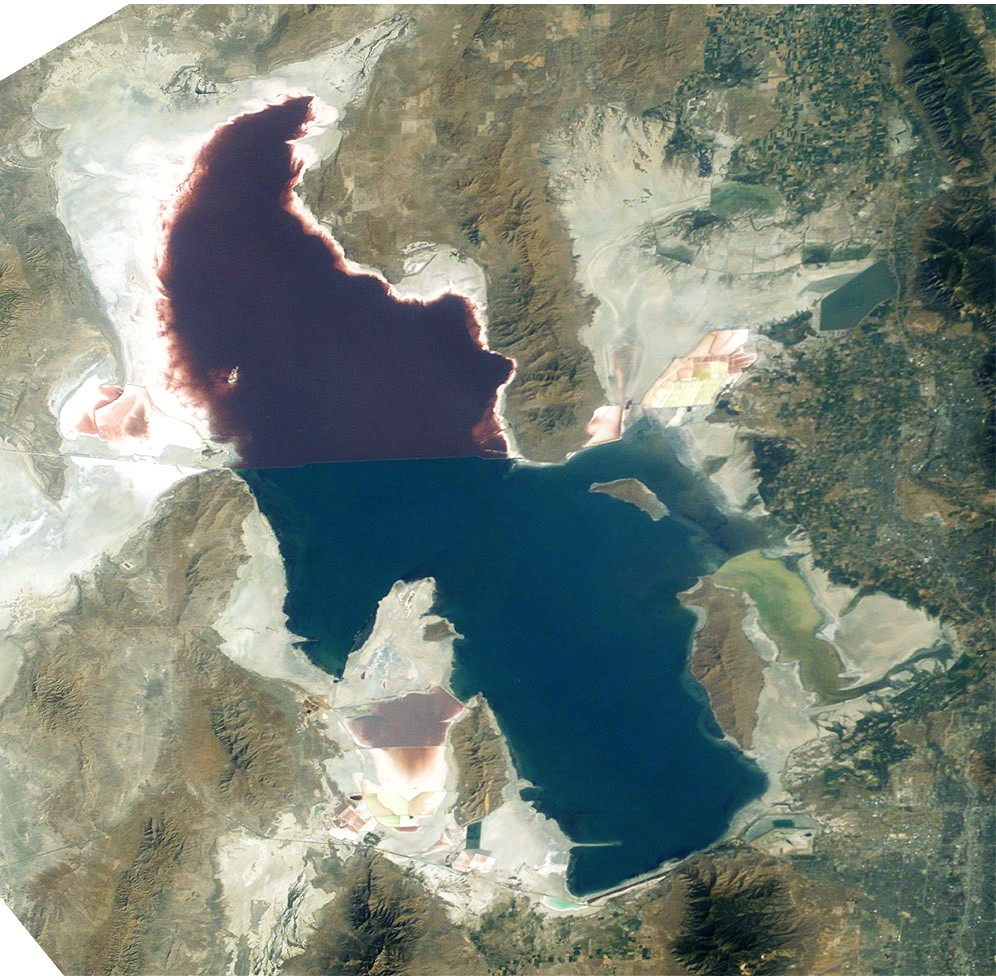
تصویر دریاچه نمک یوتا (دریاچه درون‌ریز)، در یوتا از ایستگاه فضایی بین‌المللی.

دریاچه درون‌ریز که دریاچه چاله‌ای یا دریاچه انتهایی نیز نامیده می‌شود، به آب‌های جمع‌شده در یک حوضه بسته یا یک چاله گفته می‌شود که خروجی مشخصی ندارد. دریاچه‌های درون‌ریز به دلیل وجود املاح باقی‌مانده ناشی از تبخیر سطحی، عموماً از نوع آب شور هستند. از این دریاچه‌ها می‌توان به عنوان شاخص تغییرات انسانی در مناطق اطراف آنها مانند آبیاری یا تغییر اقلیم استفاده کرد. دریاچه‌هایی که دارای زهکشی زیرسطحی هستند، نهان‌آب‌ریز (cryptorheic) محسوب می‌شوند.